# ゼーアドラー湾

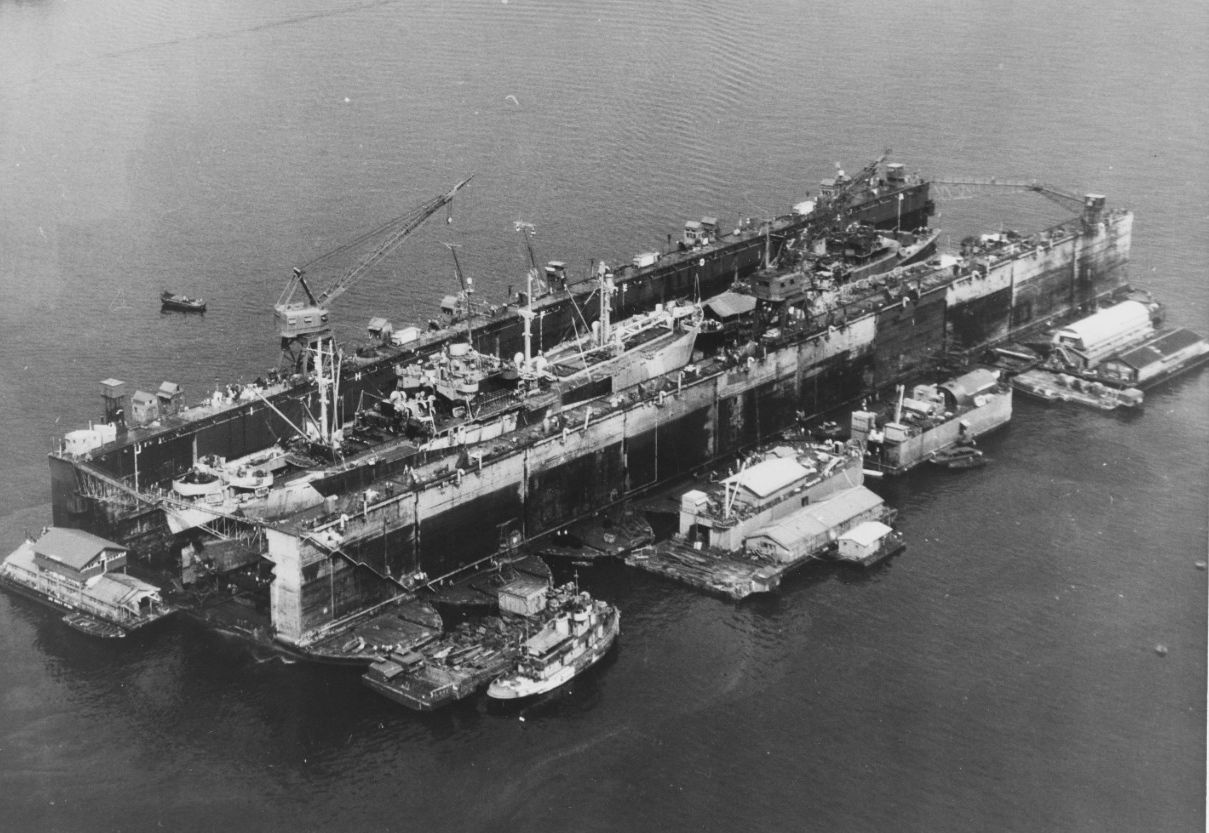
太平洋戦争中にゼーアドラー湾に設置されたアメリカ海軍の浮きドック。

ゼーアドラー湾(Seeadler Harbor)は、パプアニューギニアのマヌス島に所在する湾である。太平洋戦争後半において、アメリカ軍の拠点として重要な役割を果たした。ちなみに、「ゼーアドラー」とはドイツ語で「ウミワシ」を意味する。
1944年2月29日、ダグラス・マッカーサー将軍はブリューワー作戦を指揮し、1942年から日本軍によって占領されていたマヌス島への侵攻を開始した。島は1944年3月19日にアメリカ軍によって確保された。その後アメリカ軍はゼーアドラー湾に波止場と飛行場を含む大きな基地を建設した。基地はニューギニア、フィリピンへと広がるアメリカ軍のその後の戦闘に、作戦部隊集結地域として役立った。